# 11006 Gilson
A 11006 Gilson (ideiglenes jelöléssel 1980 TZ3) a Naprendszer kisbolygóövében található aszteroida. Carolyn Shoemaker és Eugene Merle Shoemaker fedezte fel 1980. október 9-én.